# Ват Пхра Кео
Ват Пхра Кео (тай. วัดพระแก้ว), або Храм Смарагдового Будди (тай. วัดพระศรีรัตนศาสดาราม) — головна визначна пам'ятка Бангкока і одна з найбільших святинь буддизму в Таїланді.

## Опис
Храм розташовується на північ від Палацового комплексу в Бангкоку і відділений від нього тільки воротами. Власне, Храм і призначений насамперед для релігійних потреб королівських династій. Одні з трьох дверей Храму — центральні — відкриті тільки для короля і королеви. Інші ж відвідувачі (а в їхьому числі і паломники, і туристи) можуть потрапити всередину храму через бічні ворота. Єдине правило, обов'язкове до виконання навіть в дуже спекотну погоду — в Храм можна увійти тільки в довгих штанах. Непідготовлені туристи, щоб не порушувати традиції, можуть взяти їх напрокат біля входу в храмовий комплекс.
Біля входу в храм стоять статуї хуфів — грізних демонів — зберігачів храму. На території храму є всі традиційні храмові споруди, ступа, статуї, бібліотека. Немає там хіба що монастирських келій - монахи ніколи не селилися на території Ват Пхра Кео. Багатоступінчастий різьблений купол храму багато прикрашений інкрустаціями з золота, бронзи і китайської глазурі. Стіни його, білі зовні, всередині суцільно розписані картинами, що представляють сюжети життя Будди - його подорожі, спокуси, погляд в нірвану. Основа картин — тайський варіант Рамаяни, її персонажі прикрашають і територію двору навколо храму. Тут є п'ятиметрові статуї гігантів, такі як зображення царя мавп.

### Статуя Смарагдового Будди

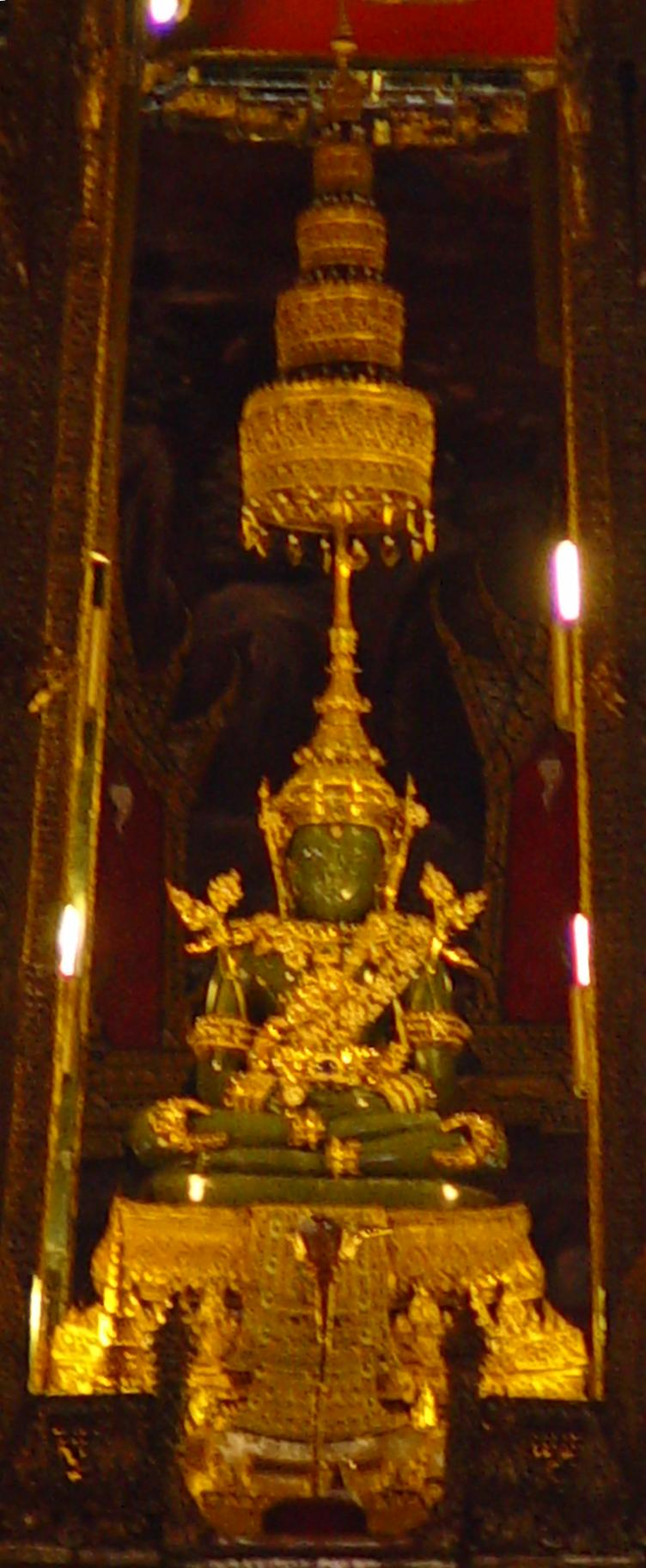
Статуя Смарагдового Будди

Але головна святиня, то, навколо чого і був зведений весь храмовий комплекс — фігура Смарагдового Будди. Висічений із цільного шматка синьо-зеленого жадеїта, Будда сидить на золотому престолі. У різні пори року статуя виглядає по-різному: священного Будду переодягають в залежності від сезону. У нього є три пишних вбрання, а переодягання статуї — ритуал, який виконує монарх власноручно.
Статуя Смарагдового Будди, хоч і невелика за розміром (заввишки 75 см), надзвичайно важлива для кожного буддиста в Таїланді і для всієї тайської культури.
Коли і ким була створена статуя, невідомо, але перша згадка про неї відноситься до 1434 року. Того року блискавка вразила буддійську ступу, і це, без сумнівів, було не випадково — в розколотій ступі була знайдена невелика статуя із зеленої породи. Коли згодом відкололися шматки штукатурки, що приховували статую, стало зрозуміло: це зображення Будди. Історія Смарагдового Будди цікава: він століттями подорожував по всій Азії, побував в Лаосі і в Камбоджі. І тільки в 1778 році священна статуя повернулася в Таїланд. А в 1784 році Смарагдовий Будда зайняв своє постійне місце в спеціально для нього збудованому Ват Пхра Кео.